# 一武村
一武村（いちぶむら）は、熊本県球磨郡にあった村。

## 歴史
- 1889年4月1日 - 町村制施行により一武村発足。
- 1955年7月1日 - 木上村、西村と合併して錦村となり、消滅

## 村長
- 渋谷礼（1893年- ）